# Литература на идише

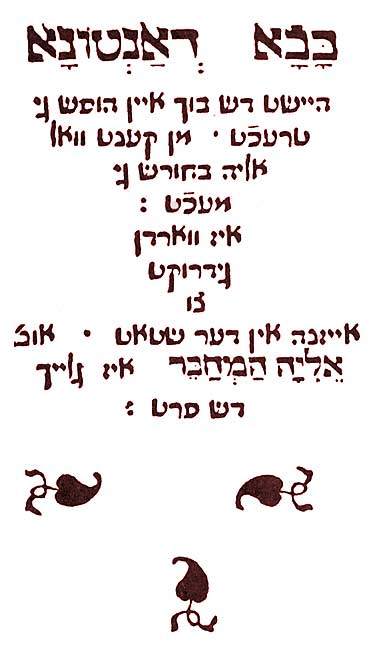
Первое издание Бове-бух

Литература на идише является одним из культурных достижений европейского еврейства. Исторически выделяются несколько периодов её существования: традиционный или старинный (XI—XVIII века), включающий хасидский и начала еврейского Просвещения (приблизительно с 1780 до 1880), и современный (с конца XIX века).
В 1978 году Исаак Башевис-Зингер, писавший на идише, был удостоен Нобелевской премии по литературе.

## Старинная литература на идише
Большинство произведений старинной литературы на идише до XVIII века известно только специалистам и написано, за исключением немногих текстов на разговорных диалектах Восточной Европы, на старинном книжном западном диалекте, затрудняющем понимание для неподготовленного современного читателя. Особенно трудны для понимания тексты, написанные до изобретения книгопечатания и публикации первых печатных книг на идише в 1534—1535 гг. Ситуацию можно сравнить с древнерусской литературой, язык которой существенно отличается от современного русского, а некоторые её жанры — от типичных для сегодняшней русской литературы. Некоторые из религиозных произведений этого периода, сохраняющие популярность преимущественно среди хасидов, переиздаются в переводах на современный язык.
Литература на идише начала зарождаться в Германии в XI веке. Первые известные глоссы были оставлены в библейских и талмудических комментариях Раши. Первый известный текст, двустишие в праздничном молитвеннике, датируется 1272 годом. Целый ряд эпических стихотворных произведений на библейские и светские темы вошёл в так называемую Кембриджскую рукопись 1384 года. В XIV—XV веке развивается самобытный эпос, включая поэмы «Шмуэл-бух» и «Млохим-бух», написанных в стиле «Песни о Нибелунгах», в которых герои библейских книг Самуила и Царств обретают черты средневековых европейских рыцарей, вовлеченных в канву талмудических легенд и мидрашей. В тот же период появляются переводы библейских книг, молитвенников и нравоучительных книг с древнееврейского, а также лечебники и другие популярные сочинения. В силу традиционного еврейского двуязычия или трехъязычия (включая обязательный для полноценного иудейского образования талмудический арамейский), для ранней литературы на идише, особенно религиозного характера, характерно сохранение особо тесных связей с древнееврейской и еврейско-арамейской литературой, которые, впрочем, сохраняются и в современной хасидской литературе на этом языке.
В начале XVI века итальянский раввин и филолог Элия Левита, известный идишскому читателю под именем Эле Бохер, пишет роман «Бове-бух», остававшийся бестселлером в течение нескольких веков. Роман представляет собой адаптацию рыцарского романа о Бэве из Антона, выполненный в размере римской октавы. Другими исключительно популярными крупными старинными произведениями на идише стали сборник народных легенд «Майсэ-бух» (1602) и библейский комментарий «Цэне-Рэне» рабби Якова Ашкенази (1616), остающийся по сей день популярным среди хасидских женщин.
В 1586 году жительница Кракова Рейзл Фишлс в своей унаследованной от отца типографии издает книгу псалмов, переложенных на идиш Мойше Штендалем (Стендалем), предваряя издание собственным автобиографическим стихотворением, которое является самым ранним датированным образцом женской поэзии на этом языке
Воспоминания Гликель из Гаммельна являются одним из первых произведений в жанре женских мемуаров. Написанные как художественная летопись, они остаются ценным источником сведений о еврейской жизни в Германии конца XVII — начала XVIII века.
.

### Хасидский период и Гаскала
С конца XVII века, вместе с уравниванием в правах еврейского населения Европы, начинается новый этап развития литературы на идиш. Начинается её закат в Западной Европе и перемещение её центров в Восточную Европу. Поначалу, восточноевропейские авторы продолжали пользовались западноевропейским диалектом, малопонятным местному читателю, но считавшимся литературным. В середине XVIII происходит переход на местные разговорные диалекты. Хасидские авторы издают на живом разговорном языке нравоучительные сочинения, притчи и агиографическую литературу. В 1816 выходят в печать мистические сказки ребе Нахмана из Брацлава. Одновременно обращаются к языку народных масс и проповедники Гаскалы, такие как бытоописатель Израиль Аксенфельд, драматург Соломон Эттингер и новеллист-сатирик Ицхок-Меер Дик.

## Современная литература
В конце XIX века литература на идише бурно развивается как в Восточной Европе, так и на Западе, обретает новый дом за океаном, в США, в конце XIX века развивается в Канаде, Аргентине и других странах. Среди основоположников современной литературы на идише — писатели Менделе Мойхер-Сфорим, почитаемый более почитаемый более поздними авторами как «дедушка», Ицхок-Лейбуш Перец и Шолом-Алейхем. В историографии идишской литературы эти три автора считаются «троицей» важнейших классиков. Выдающиеся драматурги Абрам Гольдфаден и Яков Гордин закладывают фундамент современного идишского театра. Ранним классиком считается также писатель Шолом Аш.
Поэты-социалисты Довид Эдельштадт, Моррис Розенфельд, Морис Винчевский и Иосиф Бовшовер становятся зачинателями пролетарской поэзии на идише.
На рубеже XX века происходит связанный с зарождением сионизма раскол еврейской культуры, отразившийся и на литературе, поскольку сионисты считали лишь иврит, бывший до этого языком молитвы и книжной учености, «настоящим» еврейским языком. Ряд ведущих еврейских авторов и культурных деятелей проводят в 1908 конференцию в Черновцах, на которой идиш провозглашается национальным еврейским языком. Одновременно за приоритет идиш как живого языка народа выступает Бунд и другие еврейские левые движения, а также строго ортодоксальные евреи, считающие неприемлемым применение сакрального языка молитвы в быту. Создается особая идеология идишизма, противопоставленная идеологии гебраизма.

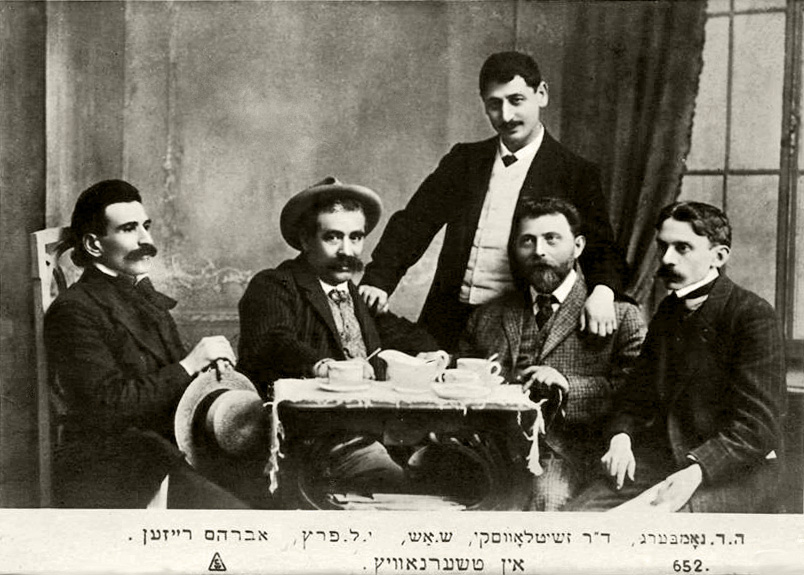
Герш-Довид Номберг, Хаим Житловский, Шолом Аш, Ицхок-Лейбуш Перец и Авром Рейзен открытке, посвящённой Черновицкой конференции

Драматург, революционер и этнограф С. Ан—ский пишет в годы Первой мировой войны мистический триллер Диббук, позже вдохновивший польского продюсера Лео Форберта создать один из первых фильмов ужасов.
Индивидуализм, эстетизм, пессимизм, эротизм, новые стихотворные формы и новое восприятие жизни принадлежат к числу отличительных особенностей модернистских течений в поэзии на идиш после окончания Первой мировой войны, представленных такими поэтами, как Лейб Найдус, Мани Лейб, Зише Ландау, Давид Гофштейн, Г. Лейвик, поднявшими поэзию на идиш на уровень современной им мировой литературы. Еврейские поэты тесно общались с русскими, польскими и другими собратьями по «цеху», тесно соприкасаясь с русской поэзией Серебряного века и различными западными поэтическими течениями. Многие баллады Ицика Мангера, считающегося идишским поэтом-классиком, были положены на музыку и стали популярными песнями.
Пережила процесс модернизации и проза на идиш. В этот процесс внесли свой вклад импрессионисты Давид Бергельсон и Ламед Шапиро, символисты Дер Нистер и Давид Игнатов, реалист Опатошу и американский лирик-романист Айзик Рабой. Пьесы Шолома Аша и Переца Гиршбейна заложили основы художественного репертуара для современного театра на идиш. Лейзер Штейнбарг создает уникальный стиль современной басни.
Поэты Яков Глатштейн, Арон Гланц-Лейлес и Нохум-Борух Минков создали уникальный поэтический стиль, инзихизм, отвергающий традиционные размеры стихосложения, обращающийся к интроспекции и психоанализу. Философией экзистенциализма проникнуто творчество поэта Арона Цейтлина. Анна Марголин, Кадя Молодовская и другие поэтессы создают экспериментальные стили женской поэзии.
Присуждение Нобелевской премии по литературе в 1978 году Исааку Башевису-Зингеру можно считать важной вехой в истории развития литературы на идише и своего рода победой языка, огромное число носителей которого стали жертвами нацизма. Немаловажно отметить и то, что выбор Нобелевского комитета вызвал возражения у критиков, которые отметили, что среди современников лауреата было несколько авторов не менее или более высокого уровня, включая брата самого лауреата, а также поэтов и писателей Хаима Граде и Аврома Суцкевера. Сестра лауреата Эстер Крейтман была также известной писательницей.
На идише написал ряд своих произведений и Эли Визель, получивший в 1986 году Нобелевскую премию мира, в значительной мере за литературно-публицистическую деятельность. Оригинал его знаменитого романа «Ночь» на идише значительно длиннее (около 900 страниц), чем переводные варианты.

### Литература на идиш в СССР
В советское время в литературе на идиш появляется множество новых имен: Шике Дриз, Натан Забара, Нотэ Лурье, Мойше Кульбак, Илья Гордон, Перец Маркиш, Давид Бергельсон, Дер Нистер, Шмуэль Галкин и многие другие.
В ранний советский период, до репрессий второй половины 1930-х годов, еврейская литература, под которой в СССР подразумевалась практически исключительно литература на идише, пережила небывалый расцвет. Произведения советских еврейских писателей и поэтов отличаются жизнеутверждающим духом и искренней верой в светлое будущее. Русские переводы стихов Овсея Дриза и Лейба Квитко стали классикой детской русской литературы. Выдающийся художник-авангардист Эль Лисицкий стал одним из основателей авангардного стиля в иллюстрации советских детских книг на идише.

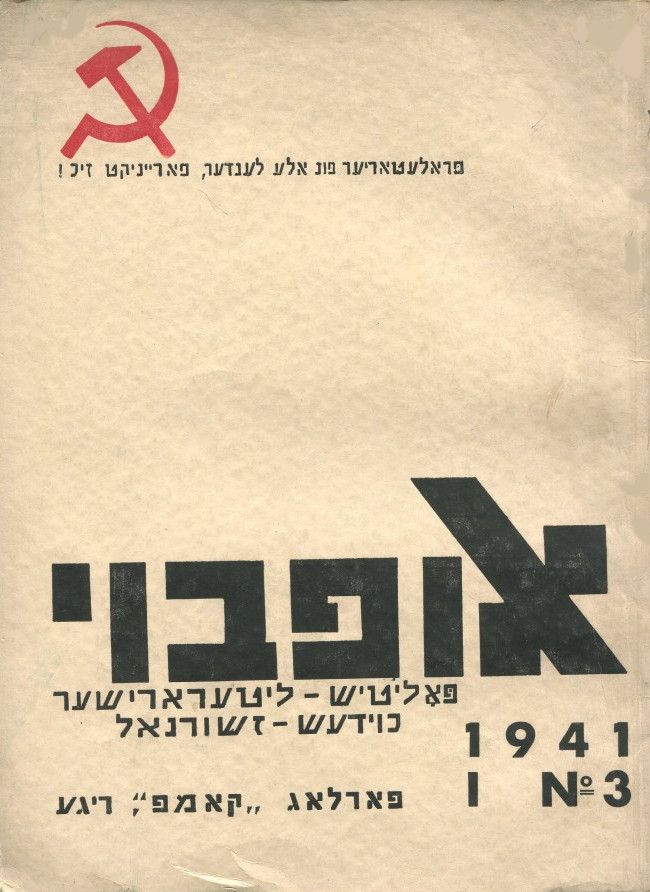
Литературно-политический журнал Уфбой («Строительство») на идише

Волна репрессий конца 1930-х и 1940-х не обошла и литературу на идиш. В эти годы «исчезли» многие известные еврейские писатели и поэты, в том числе и самые преданные делу коммунизма. В то же время, появляются новые авторы из вошедшей в состав СССР Бессарабии, Прибалтики, Западной Украины и Западной Белоруссии: Мойше Альтман, Гирш Ошерович, Меер Харац, Ихил Шрайбман, Яков Штернберг и ряд других авторов.
Многие деятели литературы на идиш пали в боях с нацизмом, однако именно в годы войны и в течение трёх послевоенных лет в Советском Союзе произошло сближение советской и западной литературы на идиш, что нашло выражение в обращении к традиционным библейским образам и другим нехарактерным для советской литературы темам. Значительное число советской литературы на идиш в этот период посвящено также теме нацистского геноцида евреев: например, эпическая поэма Переца Маркиша Милхомэ («Война») или серия рассказов Дер Нистера Корбонес («Жертвы»).
Огромный удар советской литературе на идише нанес разгром Еврейского антифашистского комитета, в который входили ряд ведущих писателей и поэтов. Только в 1959 году, после 11-летнего перерыва, в Советском Союзе вышло несколько книг на идише, а в 1961 году был создан в Москве ежемесячный литературный журнал Советиш Геймланд под руководством Арона Вергелиса, собравший вокруг себя идишских авторов всей страны и остававшийся вплоть до самого распада СССР единственным в стране крупным изданием на идише, помимо областной газеты Биробиджанер Штерн. Хотя книги на идише регулярно издавались в брежневском СССР и переводились на русский язык, советская еврейская литература этого периода издавалась небольшими тиражами, и многие носители языка более молодого поколения не были в состоянии её читать из-за незнания еврейского алфавита.

### Состояние в XXI веке
Из-за колоссальных потерь, которые литература на идиш пережила в годы Холокоста, потеряв значительную часть своих авторов и читателей, а также языковой ассимиляции большинства потомков носителей, к концу XX и началу XXI века широко распространилось представление об идише как «умирающем» языке.
Вопреки этому ошибочному мнению, сатмарские хасиды, число которых составляет до 120 тысяч человек, и другие ортодоксально-иудейские группы, которые сохраняют идиш в качестве языка ежедневного бытового общения в кварталах Нью-Йорка, Лондона и ряда других городов, продолжают создавать свою литературу, включая шпионские романы и прочую популярную беллетристику. Хасидские художественные произведения, преимущественно детективные новеллы, рассказы на историческую тему или поучительные религиозные истории регулярно печатаются в нью-йоркских журналах «Майлес», взаимосвязанных «Дер штерн» и «Дер шпактив» и более открытом современному светскому миру «Дер векер». Хасидская пресса на идише, включая конкурирующие сатмарские газеты «Дер ид» и «Дер блат», издается тиражами в десятки тысяч экземпляров, однако редко содержит художественные произведения.
Среди современных писателей и поэтов, продолжающих традиции светской литературы на идише, можно назвать Велвла Чернина, Михаила Фельзенбаума, Берла Керлера, Бориса Сандлера, Льва Беринского, Евгения Кисина, Жиля Розье, Йоэля Матвеева, Исроэла Некрасова, Берла Котлермана, Шолема Бергера, Гитл Шехтер-Вишванат.
Помимо новых книг, литературные произведения на идише издаются сегодня в ряде периодических изданий: в интернет-журнале «Идиш-бранже», в американской газете «Форвертс», в российской газете «Биробиджанер Штерн», в нью-йоркских литературных журналах Югнтруф и «Афн Швел». Академические статьи и рецензии, связанные с идиш, в том числе посвящённые развитию современной литературы, регулярно издаются в идиш-английском двуязычном сетевом журнале «Ин гевеб».